# سوبیل
سوبیل (به صربی: Subjel) یک منطقهٔ مسکونی در صربستان است که در کوسیریچ واقع شده‌است. سوبیل ۲۱۹ نفر جمعیت دارد.